# Ehingen (Ansbach)
Ehingen é um município da Alemanha, no distrito de Ansbach, na região administrativa de Média Francónia, estado de Baviera.